# Scheibenalm
Die Scheibenalm ist eine Alm am Untersberg. Sie liegt im gemeindefreien Gebiet Schellenberger Forst im Landkreis Berchtesgadener Land.
Der Kaser der Scheibenalm steht unter Denkmalschutz und ist unter der Nummer D-1-72-124-35 in die Bayerische Denkmalliste eingetragen.

## Baubeschreibung
Der Scheibenkaser ist ein eingeschossiger, überkämmter Blockbau mit Flachsatteldach, Feldsteinsockel und Holzverschindelung. Der Stallteil ist massiv und verputzt. Am 26. Mai 1827 wurde der Scheibenkaser durch eine Lawine zerstört, die heutige Hütte 1947 erbaut.

## Heutige Nutzung
Die Scheibenalm wird auch heute noch landwirtschaftlich genutzt, der Scheibenkaser ist jedoch nicht bewirtet.

## Lage
Die Scheibenalm befindet sich südöstlich unter dem Berchtesgadener Hochthron, oberhalb von Ettenberg auf einer Höhe von 1435 m ü. NHN.